# Liga dos Campeões da CAF de 2007
A Liga dos Campeões da CAF de 2007 foi a 43ª edição do torneio de futebol anual organizado pela Confederação Africana de Futebol (CAF). Com seu início em janeiro, o torneio contou com a participação de 60 equipes de 49 países. O Étoile du Sahel, da Tunísia, sagrou-se campeão africano pela primeira vez ao derrotar na final o tradicional Al-Ahly, do Egito, por 3-1 no placar agregado da final e assegurou uma vaga como representante do continente no Campeonato Mundial de Clubes da FIFA 2007.

## Equipas classificadas
| País                        | Equipa                          |                             |                             |                             |                             |
| Dois clubes por federações. | Dois clubes por federações.     | Dois clubes por federações. | Dois clubes por federações. | Dois clubes por federações. | Dois clubes por federações. |
| --------------------------- | ------------------------------- | --------------------------- | --------------------------- | --------------------------- | --------------------------- |
| África do Sul               | - Mamelodi Sundowns             |                             |                             |                             |                             |
| Angola                      | - 1° de Agosto - Petro Atlético |                             |                             |                             |                             |
| Argélia                     | - JS Kabylie - USM Alger        |                             |                             |                             |                             |
| Camarões                    | - Cotonsport - Canon            |                             |                             |                             |                             |
| Costa do Marfim             | - Séwé - ASEC Mimosas           |                             |                             |                             |                             |
| Egito                       | - Al Ahly - Zamalek             |                             |                             |                             |                             |
| Gana                        | - Asante Kotoko - Ashanti Gold  |                             |                             |                             |                             |
| Marrocos                    | - FAR Rabat - Wydad             |                             |                             |                             |                             |
| Nigéria                     | - Nassarawa United - Ocean Boys |                             |                             |                             |                             |
| RD Congo                    | - St. Eloi Lupopo - Mazembe     |                             |                             |                             |                             |
| Senegal                     | - Douanes - Diaraf              |                             |                             |                             |                             |
| Tunísia                     | - Espérance - Étoile du Sahel   |                             |                             |                             |                             |
| Um clube por Federação.     |                                 |                             |                             |                             |                             |
| Benim                       | - Mogas 90                      |                             |                             |                             |                             |
| Burundi                     | - Vital'O                       |                             |                             |                             |                             |
| Botswana                    | - Police XI                     |                             |                             |                             |                             |
| Burquina Fasso              | - ASFA Yennega                  |                             |                             |                             |                             |
| Cabo Verde                  | - Sporting Praia                |                             |                             |                             |                             |
| República do Congo          | - Étoile du Congo               |                             |                             |                             |                             |
| Chade                       | - Renaissance                   |                             |                             |                             |                             |
| Comores                     | - AGSM                          |                             |                             |                             |                             |
| Guiné-Bissau                | - Os Balantas                   |                             |                             |                             |                             |
| Guiné Equatorial            | - Renacimento                   |                             |                             |                             |                             |
| Etiópia                     | - Saint-George                  |                             |                             |                             |                             |
| Gabão                       | - Mangasport                    |                             |                             |                             |                             |
| Gâmbia                      | - Gambia Ports Authority        |                             |                             |                             |                             |
| Guiné                       | - Fello Star                    |                             |                             |                             |                             |
| Libéria                     | - Mighty Barolle                |                             |                             |                             |                             |
| Líbia                       | - Al-Ittihad                    |                             |                             |                             |                             |
| Lesoto                      | - Likhopo                       |                             |                             |                             |                             |
| Madagáscar                  | - Adema                         |                             |                             |                             |                             |
| Mali                        | - Stade Malien                  |                             |                             |                             |                             |
| Moçambique                  | - Deportivo Maputo              |                             |                             |                             |                             |
| Ilhas Maurícias             | - Pamplemousses                 |                             |                             |                             |                             |
| Mauritânia                  | - ASC Mauritel                  |                             |                             |                             |                             |
| Malawi                      | - Super ESCOM                   |                             |                             |                             |                             |
| Namíbia                     | - Civics                        |                             |                             |                             |                             |
| Níger                       | - AS-FNIS                       |                             |                             |                             |                             |
| Reunião                     | - JS Saint-Pierroise            |                             |                             |                             |                             |
| Ruanda                      | - APR                           |                             |                             |                             |                             |
| Seicheles                   | - ANSE Réunion                  |                             |                             |                             |                             |
| Serra Leoa                  | - Kallon                        |                             |                             |                             |                             |
| Sudão                       | - Al-Hilal                      |                             |                             |                             |                             |
| Suazilândia                 | - Royal Leopards                |                             |                             |                             |                             |
| Tanzânia                    | - Young Africans                |                             |                             |                             |                             |
| Togo                        | - Maranatha                     |                             |                             |                             |                             |
| Uganda                      | - URA                           |                             |                             |                             |                             |
| Zâmbia                      | - Zanaco                        |                             |                             |                             |                             |
| Zanzibar                    | - Polisi                        |                             |                             |                             |                             |
| Zimbabwe                    | - Highlanders                   |                             |                             |                             |                             |

## Primeira fase
| Equipe 1           | Total         | Equipe 2               | ida 26-28 jan | volta 9-11 fev |
| ------------------ | ------------- | ---------------------- | ------------- | -------------- |
| Highlanders        | 1-1 (9-8 pen) | Pamplemousses          | 1-0           | 0-1            |
| Mamelodi Sundowns  | 6-2           | Royal Leopards         | 4-2           | 2-0            |
| JS Saint-Pierroise | [ 1 ]         | Deportivo Maputo       | -             | -              |
| Zamalek            | 5-1           | Vital'O                | 4-1           | 1-0            |
| Al Hilal           | 6-0           | Polisi                 | 4-0           | 2-0            |
| Asante Kotoko      | 1-1 (2-4 pen) | Gambia Ports Authority | 1-0           | 0-1            |
| ASFA Yennega       | 1-3           | Nassarawa United       | 1-1           | 0-2            |
| Fello Star         | [ 2 ]         | Sporting Praia         | -             | -              |
| ASC Diaraf\|Diaraf | 1-3           | Maranatha              | 1-0           | 0-3            |
| St. Eloi Lupopo    | 1-4           | APR                    | 1-2           | 0-2            |
| USM Alger          | 3-3(*)        | AS-FNIS                | 3-1           | 0-2            |
| Al Ittihad         | 4-0           | Mogas 90               | 3-0           | 1-0            |
| Canon              | 1-2           | Étoile du Congo        | 1-0           | 0-2            |
| Saint George       | [ 3 ]         | Super ESCOM            | -             | -              |
| Wydad              | 5-2           | ASC Mauritel           | 4-0           | 1-2            |
| Stade Malien       | 1-3           | Douanes                | 1-2           | 0-2            |
| Ocean Boys         | 0-1           | Kallon                 | 0-0           | 0-1            |
| Petro Atlético     | 2-1           | FC Civics              | 1-0           | 1-1            |
| Young Africans     | 5-1           | AGSM                   | 5-1           | [ 5 ]          |
| Likhopo            | 0-1           | Zanaco                 | 0-0           | 0-1            |
| Espérance          | 6-1           | Renaissance            | 4-0           | 2-1            |
| Renacimento        | 0-2           | Ashanti Gold           | 0-1           | 0-1            |
| Mazembe            | 7-2           | Police XI              | 3-0           | 4-2            |
| Adema              | 3-0           | ANSE Réunion           | 0-0           | 3-0            |
| JS Kabylie         | 5-2           | Os Balantas            | 3-1           | 2-1            |
| 1° de Agosto       | 1-2           | Mangasport             | 0-1           | 1-1            |
| Cotonsport         | 3-0           | URA                    | 3-0           | 0-0            |
| Séwé               | 4-2           | Mighty Barolle         | 3-1           | 0-1            |

(*)Classficou-se por ter feito mais gols na casa do adversário

## Segunda fase
Equipes que intervieram direto nessa fase: 
- Al Ahly  EGY;
- Étoile du Sahel  TUN;
- FAR Rabat  MAR;
- ASEC Mimosas  CIV

| Equipe 1         | Total         | Equipe 2                | ida 2-4 mar | volta 16-18 mar |
| ---------------- | ------------- | ----------------------- | ----------- | --------------- |
| Highlanders      | 0-2           | Al Ahly                 | 0-0         | 0-2             |
| Deportivo Maputo | 1-3           | Mamelodi Sundowns       | 1-1         | 0-2             |
| Al Hilal         | 4-2           | Zamalek                 | 2-0         | 2-2             |
| Nassarawa United | 4-2           | Gambia Ports Authority  | 3-0         | 1-2             |
| Fello Star       | 1-5           | Étoile du Sahel         | 0-1         | 1-4             |
| APR              | 2-2 (6-7 pen) | Maranatha               | 2-0         | 0-2             |
| Al Ittihad       | 5-1           | AS-FNIS                 | 4-1         | 1-0             |
| Saint-George     | 1-2           | Étoile du Congo         | 1-0         | 0-2             |
| Stade Malien     | 1-3           | Wydad Casablanca\|Wydad | 0-0         | 1-3             |
| Kallon           | 1-3           | ASEC Mimosas            | 0-1         | 1-2             |
| Young Africans   | 3-2           | Petro Atlético          | 3-0         | 0-2             |
| Espérance        | 6-1           | Zanaco                  | 2-0         | 4-1             |
| Ashanti Gold     | 2-2 (6-7 pen) | FAR Rabat               | 2-0         | 0-2             |
| Adema            | 3-6           | Mazembe                 | 2-2         | 1-4             |
| Mangasport       | 3-4           | JS Kabylie              | 3-1         | 0-3             |
| Séwé             | 1-4           | Cotonsport              | 1-0         | 0-4             |

## Terceira fase
| Equipe 1          | Total         | Equipe 2        | ida 6-8 abr | volta 20-22 abr |
| ----------------- | ------------- | --------------- | ----------- | --------------- |
| Mamelodi Sundowns | 2-4           | Al Ahly         | 2-2         | 0-2             |
| Nassarawa United  | 3-3 (2-3 pen) | Al Hilal        | 3-0         | 0-3             |
| Maranatha         | 0-3           | Étoile du Sahel | 0-0         | 0-3             |
| Étoile du Congo   | 3-3(g.f)      | Al Ittihad      | 3-1         | 0-2             |
| ASEC Mimosas      | 2-0           | Wydad           | 2-0         | 0-0             |
| Espérance         | 3-0           | Young Africans  | 3-0         | 0-0             |
| Mazembe           | 1-2           | FAR Rabat       | 1-0         | 0-2             |
| Cotonsport        | 1-2           | JS Kabylie      | 1-0         | 0-2             |

## Fase de grupos
|  | Equipes classificadas as semifinais |  | Equipes eliminadas |

### Grupo A
| Pos | Time            | Pts | J | V | E | D | GP | GC | SG |
| --- | --------------- | --- | - | - | - | - | -- | -- | -- |
| 1   | Étoile du Sahel | 11  | 6 | 3 | 2 | 1 | 6  | 2  | 4  |
| 2   | Al Ittihad      | 10  | 6 | 3 | 1 | 2 | 6  | 4  | 2  |
| 3   | JS Kabylie      | 7   | 6 | 2 | 1 | 3 | 6  | 8  | -2 |
| 4   | FAR Rabat       | 5   | 6 | 1 | 2 | 3 | 2  | 6  | -4 |

Todas as partidas estão no horário local (CET).
| 22 de junho de 2007 | Al Ittihad | 1 – 0 | JS Kabylie | Estádio 11 de Junho, Trípoli            |
| 21:00               | Camara 83' |       |            | Público: 25 000 Árbitro: GAM Modou Sowe |

| 23 de junho de 2007 | FAR Rabat | 0 – 1 | Étoile du Sahel | Stade Moulay Abdellah, Rabat                 |
| 20:00               |           |       | Ben Frej 70'    | Público: 32 000 Árbitro: MLI Koman Coulibaly |

| 6 de julho de 2007 | JS Kabylie        | 2 – 0 | FAR Rabat | Stade 1er Novembre, Tizi Ouzou |
| 19:00              | Dabo 29' (P), 44' |       |           | Árbitro: BEN Coffi Codja       |

| 7 de julho de 2007 | Étoile du Sahel | 0 – 0 | Al Ittihad | Stade Olympique de Sousse, Sousse |
| 17:10              |                 |       |            | Árbitro: BFA Lassina Pare         |

| 21 de julho de 2007 | Étoile du Sahel                                 | 3 – 0 | JS Kabylie | Stade Olympique de Sousse, Sousse |
| 17:10               | Chermite 1' · Ben Mohamed 48' · Silva Alves 53' |       |            | Árbitro: CGO Rene Louzaya         |

| 21 de julho de 2007 | FAR Rabat      | 1 – 0 | Al Ittihad | Stade Moulay Abdellah, Rabat |
| 20:00               | Ouadouch 90'+3 |       |            | Árbitro: NGA Emmanuel Imiere |

| 3 de agosto de 2007 | Al Ittihad                     | 2 – 0 | FAR Rabat | Estádio 11 de Junho, Trípoli    |
| 17:30               | Al Rewani 44' · Al Shibani 61' |       |           | Árbitro: EGY Essam Abd El Fatah |

| 3 de agosto de 2007 | JS Kabylie | 0 – 2 | Étoile du Sahel               | Stade 1er Novembre, Tizi Ouzou   |
| 20:00               |            |       | Ogunbiyi 46' · Chermiti 90'+2 | Árbitro: SDN Abdel Rahman Khalid |

| 17 de agosto de 2007 | JS Kabylie                           | 3 – 1 | Al Ittihad    | Stade 1er Novembre, Tizi Ouzou |
| 19:00                | Athmani 22' · Hemani 54' · Saibi 69' |       | Al Rewani 19' | Árbitro: CIV Aboubacar Sharaf  |

| 18 de agosto de 2007 | Étoile du Sahel | 0 – 0 | FAR Rabat | Stade Olympique de Sousse, Sousse |
| 17:10                |                 |       |           | Árbitro: GHA Alex Kotey           |

| 1º de setembro de 2007 | Al Ittihad                         | 2 – 0 | Étoile du Sahel | Estádio 11 de Junho, Trípoli |
| 19:00                  | Al Shibani 14' · Al Rewani 58' (P) |       |                 | Árbitro: TOG Djaoupe Kokou   |

| 1º de setembro de 2007 | FAR Rabat | 1 – 1 | JS Kabylie | Stade Moulay Abdellah, Rabat |
| 19:00                  |           |       |            | Árbitro: Diouf Abdou         |

### Grupo B
| Pos | Time         | Pts | J | V | E | D | GP | GC | SG |
| --- | ------------ | --- | - | - | - | - | -- | -- | -- |
| 1   | Al-Ahly      | 12  | 6 | 4 | 0 | 2 | 8  | 4  | 4  |
| 2   | Al Hilal     | 10  | 6 | 3 | 1 | 2 | 8  | 5  | 3  |
| 3   | ASEC Mimosas | 7   | 6 | 2 | 1 | 3 | 4  | 5  | -1 |
| 4   | Espérance    | 5   | 6 | 1 | 2 | 3 | 2  | 8  | -6 |

Todas as partidas estão no horário local (CET).
| 23 de junho de 2007 | Espérance | 0 – 0 | ASEC Mimosas | Stade El Menzah, Túnis    |
| 19:10               |           |       |              | Árbitro: SEY Eddy Maillet |

| 24 de junho de 2007 | Al Ahly                  | 2 – 0 | Al Hilal | Estádio Internacional do Cairo, Cairo |
| 20:30               | Flávio 85' · Hosny 90'+2 |       |          | Árbitro: SEN Badara Diatta            |

| 8 de julho de 2007 | ASEC Mimosas | 0 – 1 | Al-Ahly        | Stade Félix Houphouët-Boigny, Abidjan |
| 15:00              |              |       | Aboutreika 40' | Árbitro: ZIM Kenias Marange           |

| 8 de julho de 2007 | Al Hilal       | 2 – 0 | Espérance | Estádio de Hilal, Ondurmã                    |
| 17:30              | Eze 29', 90'+2 |       |           | Público: 40 000 Árbitro: UGA Muhmed Ssegonga |

| 20 de julho de 2007 | Al-Ahly                                 | 3 – 0 | Espérance | Estádio Internacional do Cairo, Cairo        |
| 17:00               | Aboutreika 12' · Flávio 77' · Hosny 85' |       |           | Público: 30 000 Árbitro: ALG Djamel Haimoudi |

| 22 de julho de 2007 | Al Hilal              | 2 – 1 | ASEC Mimosas | Estádio de Hilal, Ondurmã                         |
| 17:00               | Eze 12' · Mohamed 90' |       | Idrissu 52'  | Público: 40 000 Árbitro: MAR Abderrahim El Arjoun |

| 4 de agosto de 2007 | Espérance    | 1 – 0 | Al-Ahly | Estádio 7 de Novembro, Rades |
| 17:10               | Kasdaoui 38' |       |         | Árbitro: RSA Aldrin Ncobo    |

| 5 de agosto de 2007 | ASEC Mimosas | 1 – 0 | Al Hilal | Stade Félix Houphouët-Boigny, Abidjan |
| 15:30               | N'Gossan 30' |       |          | Árbitro: CMR Divine Evehe             |

| 19 de agosto de 2007 | ASEC Mimosas                | 2 – 0 | Espérance | Stade Félix Houphouët-Boigny, Abidjan |
| 15:00                | Zaiem 60' (GC) · Diarra 78' |       |           | Árbitro: BDI Jean-Marie Hicuburundi   |

| 19 de agosto de 2007 | Al Hilal                         | 3 – 0 | Al-Ahly | Estádio de Hilal, Ondurmã    |
| 17:30                | Khan 56' · Korongo 67' · Eze 85' |       |         | Árbitro: ALG Mohamed Benouza |

| 2 de setembro de 2007 | Espérance  | 1 – 1 | Al Hilal    | Stade El Menzah, Túnis |
| 17:00                 | Ltaief 41' |       | Eze 44' (P) |                        |

| 2 de setembro de 2007 | Al-Ahly                     | 2 – 0 | ASEC Mimosas | Estádio Internacional do Cairo, Cairo |
| 17:00                 | Flávio 76' · Aboutreika 90' |       |              | Árbitro: MAR Mohamed Guezzaz          |

## Semifinais
| Equipe 1   | Total | Equipe 2        | ida 21-23 set | volta 5-7 out |
| ---------- | ----- | --------------- | ------------- | ------------- |
| Al Hilal   | 3-4   | Étoile du Sahel | 2-1           | 1-3           |
| Al Ittihad | 0-1   | Al Ahly         | 0-0           | 0-1           |

## Finais
jogo de ida na Tunisia.
| 27 de outubro de 2007 | Étoile du Sahel | 0 - 0 | Al Ahly | Estádio Olímpico de Sousse , Sousse   |
| 18:00 GMT             |                 |       |         | Público: 25,000 Árbitro: Evehe Divine |

jogo de volta no Egito.
| 9 de novembro de 2007 | Al Ahly       | 1 - 3 | Étoile du Sahel                           | Estádio Internacional do Cairo , Cairo        |
| 17:30 GMT             | El Nahhas 48' |       | Gharbi 44' · Chermiti 90+3' · Narry 90+5' | Público: 74,000 Árbitro: Abderrahim El Arjoun |

Técnicos
- Bertrand Marchand - Étoile
- Manuel José - Al ahly

### Agregado
| Equipe 1 | Resultado | Equipe 2        |
| -------- | --------- | --------------- |
| Al Ahly  | 1 - 3     | Étoile du Sahel |

## Campeão
| Liga dos Campeões da CAF 2007             |
| ----------------------------------------- |
| ÉTOILE DU SAHEL Campeão (Primeiro título) |
| Técnico : Bertrand Marchand               |